# Balsapamba
Balsapamba (también escrito Balzapamba)  es un pueblo ubicado en el cantón San Miguel, al suroeste de la ciudad de Guaranda, en la zona subtropical de la provincia de Bolívar, Ecuador.

## Historia
El topónimo «Balsapamba» es un neologismo, resultado de la combinación de la palabra castellana balsa, un tipo de madera, y de la voz kichwa pamba, que significa pueblo. La parroquia se ubica entre la ruta denominada antiguamente como Camino Real, muy cerca de la también histórica población de Bilován, escenario de una importante batalla durante la etapa de la independencia en 1820, y la vía Colectora Babahoyo-Ambato, que junta la Troncal de la Costa con la Panamericana que atraviesa el callejón interandino. Durante la etapa republicana, varios colonos procedentes de la Sierra se habrían establecido en la zona, con el fin de explotar la cascarilla. El decreto de su parroquialización fue dictado el 23 de abril de 1884.
Durante la colonia y el siglo XIX de la etapa republicana, Balsapamba era un punto obligado de paso entre la región Sierra y la Costa, al hallarse en el límite entre las provincias de Bolívar y Los Ríos. Tras la inauguración del ferrocarril de Eloy Alfaro a inicios del siglo XX, que juntaba a Quito y Guayaquil a través de la provincia de Chimborazo, la provincia de Bolívar perdería su protagonismo como enlace principal de integración nacional. Sin embargo, a partir de 1928, el Gobierno de Isidro Ayora retomaría el antiguo proyecto conocido como «Vía Flores», creando una carretera que juntaría a las ciudades de Guaranda y Babahoyo, atravesando los cantones Chimbo, San Miguel y Montalvo.

## Geografía
La zona se ubica a una altura aproximada entre los 750 y 877 metros sobre el nivel del mar, en una zona de clima subtropical húmedo, con precipitaciones medias y leves durante la mayor parte del año, en la cuenca del río Chimbo, que cuenta con el río Cristal que bordea la parroquia como uno de sus afluentes.
Limita al norte con la parroquia Telimbela, al sur con la parroquia Régulo de Mora, al este con las parroquias Bilován y San Pablo de Atenas y al oeste con la provincia de Los Ríos.

## Economía
Hasta inicios del siglo XX, los pobladores de Balsapamba se dedicaron a la explotación de cascarilla y madera de balsa. Posteriormente, las actividades serían reemplazadas por el cultivo de café, cacao y especialmente de naranja, producto con el que elaboran un licor artesanal de consumo local.

## Turismo
La denominada «Cascada Milagrosa» es un paradero obligado de turistas que se dirigen desde la Sierra a la Costa. Alrededor de la misma, se han construido diversos balnearios y hosterías, en cuyos alrededores también se practica senderismo y canyoning. La gastronomía local incluye platos de origen costeño y serrano como chigüiles y meleños (plato de pollo con yuca y plátano verde) acompañados de café o el tradicional vino de naranja de la zona.
Cerca del poblado se encuentra también el museo «Bastión Andino de Balsapamba», fundado por Eugenio Gloor Weber, que cuenta con piezas arqueológicas huancavilcas y puruháes, así como objetos de la época colonial y republicana.

## Organización Territorial
La parroquia de Balsapamba está conformada por las siguientes comunas y recintos:
- Balsapamba (cabecera parroquial)
- Alungoto
- Angas
- Arrayán Loma
- Ceiba
- Copalillo
- El Limón
- El Salto
- Guarumal
- Huillo Loma
- La Chorrera
- Las Juntas
- La Plancha
- Las Peñas
- San Cristóbal
- San Francisco
- San Vicente
- Santa Lucía